# Atrococcus labiatarum
Atrococcus labiatarum är en insektsart som beskrevs av Goux 1941. Atrococcus labiatarum ingår i släktet Atrococcus och familjen ullsköldlöss.
Artens utbredningsområde är Frankrike. Inga underarter finns listade i Catalogue of Life.